# Hanburia
Hanburia é um género botânico pertencente à família Cucurbitaceae.

## Espécies
- Hanburia mexicana
- Hanburia parviflora

1. ↑  «Hanburia — World Flora Online». www.worldfloraonline.org. Consultado em 19 de agosto de 2020